# Anna de La Grange
Anna de La Grange de Stankowitch (Paris, 24 juillet 1825 - Paris 9e, 23 avril 1905) est une soprano colorature et compositrice française. Elle était l'une des chanteuses d'opéra les plus connues au XIXe siècle,.

## Biographie
Anna de La Grange nait à Paris le 24 juillet 1825 dans une famille aisée, semble-t-il fille d'un facteur de piano. Elle côtoie durant son enfance Paganini et la cantatrice Maria Malibran, amis de la famille. À partir de 1839, elle commence à prendre des cours auprès de Marco Bordogni qui déclara « qu'elle égalerait , si elle ne dépasserait pas, les plus éminentes cantatrices du jour » et lui conseille d'abandonner le piano, qu'elle avait appris avec Camille-Marie Stamaty, pour le chant.
En 1840, elle fait ses débuts officiels à l'opéra à Paris au Théâtre Renaissance, où elle apparait dans l'opéra Le Duc de Guise) de Friedrich von Flotow.
Pour aider son père ruiné, elle décide de devenir chanteuse et part à Milan pour se former. Après deux années où elle rencontre des difficultés pour vivre, elle fait ses débuts avec succès dans le deuxième rôle de Nabucco de Giuseppe Verdi. Au cours des quatre-vingt représentations consécutives de Nabucco, un étudiant, amoureux de la prima donna, tente par jalousie de son succès d’empoisonner Anna de La Grange. Elle suit les cours de Francesco Lamperti dans cette ville.
Elle parcourt alors l'Italie et c'est à Bologne qu'elle rencontre Rossini. Il lui donne des leçons pendant dix-huit mois et elle apprend avec lui les rôles les plus difficiles du répertoire opératique.
En 1847 elle part à Trieste, puis Rome, Padoue et enfin Venise où elle chante durant plusieurs saisons. En juin 1848 elle se marie à Venise avec un gentilhomme russe, le comte de Stankowitch.
En 1848 des troubles politiques la forcent à partir à Vienne. Elle y chante plusieurs mois avant que Giacomo Meyerbeer vienne la chercher pour un engagement pour l'Opéra de Paris. Après des difficultés pour quitter Vienne à cause de la révolution autrichienne de 1848, elle arrive à Paris le 4 novembre 1848, six ans après l'avoir quitté. Elle débute à Paris dans le rôle de Desdemona dans Otello de Rossini. Enceinte, elle doit quitter plusieurs mois la scène et donne naissance à une fille, Marie Thècla. Elle part ensuite en tournée en France.
En 1850, à la suite d'un marché avec Meyerbeer qui la veut pour son Prophète, elle repart à Vienne, puis, en mars, part pour sept mois à Pesth  où elle joue seize fois par mois et où elle doit réapprendre ses rôles en hongrois.
On la voit ensuite sur les scènes de Berlin, Königsberg, Dantzig, Brême, Hambourg avant de revenir à Pesth le 19 juillet 1851. Elle part brièvement à Londres avant de revenir à Vienne du 19 août 1852 au 1 mars 1953.
Elle repart ensuite à Paris où elle rencontre de nouveau le succès. À la demande de son mari elle va chanter en octobre 1853 à Saint-Pétersbourg puis à Moscou pour six semaines avant de revenir faire un concert d'adieu à Saint-Pétersbourg ; elle enchaine à Varsovie puis une nouvelle fois Moscou.
Elle embarque ensuite pour New York où elle chante Violetta  lors de la première américaine de La Traviata de Verdi 1856,. Elle poursuit une grande carrière aux États-Unis et prend même en 1867 la direction du Théâtre-Italien de New York. Elle apparait également au Brésil et en Amérique du Sud (1857-1858).
Sa carrière opératique terminée elle revient vivre définitivement à Paris en 1870 où elle continue à en tant que chanteuse de mélodie et professeur,. Durant la commune de Paris elle offre ses services comme infirmière car les salles de concert se transforment en ambulance ; elle officia à l'ambulance du Théâtre-Italien.
Francis Thomé épouse sa fille Thècla de Stanckowich, veuve du prince Ghika, en 1875.
Anna de La Grange meurt le 23 avril 1905 à Paris.
Elle était également compositrice.